# Homemade Love Story
Homemade Love Story (tiếng Hàn: 오! 삼광빌라!; Romaja: O! Samgwangbilla!, lit. Oh! Samkwang Villa) là một bộ phim truyền hình gia đình của Hàn Quốc với sự tham gia của Jin Ki-joo và Lee Jang-woo. Bộ phim được đài KBS2 phát sóng kể từ ngày 19 tháng 9 năm 2020, vào thứ Bảy và Chủ Nhật hàng tuần từ 19:55 đến 21:15 (KST).

## Tóm tắt
Woo Jae-Hee làm kiến trúc sư. Cha của anh ấy là Woo Jung-Hoo điều hành một công ty lớn, nhưng Woo Jae-Hee đã có mối thù với ông trong nhiều năm. Sau khi vào đại học, Woo Jae Hee sống tự lập và không nhận được sự chu cấp từ cha. Bây giờ, anh ấy đẹp trai, thông minh và làm tốt công việc của một kiến trúc sư. Anh ấy gặp Lee Bit Chae Woon lần đầu tiên khi đang ở một địa điểm tu sửa nhà cửa.
Lee Bit Chae Woon làm việc cho một cửa hàng thiết kế nội thất. Công việc của cô ấy là đến thăm khách hàng và giúp chọn rèm cửa, ánh sáng và các lựa chọn thiết kế khác. Lee Bit Chae Woon và Woo Jae-Hee cãi nhau tại khu sửa nhà. Cả hai đều là cư dân của Biệt thự Samgwang. Woo Jae-Hee có tình cảm nồng hậu với cư dân và thích bầu không khí chung ở đó. Lee Bit Chae Woon có một cái nhìn khác về nơi này. Cô hỗ trợ gia đình, bao gồm mẹ Lee Soon-Jung và hai người em. Cô ấy cảm thấy gánh nặng khi phải luôn hỗ trợ họ. Cô ước mơ một ngày nào đó sẽ trở thành một nhà thiết kế dệt may, nhưng điều đó không hề dễ dàng với cô. Cô cũng có ước mơ rời khỏi Samgwang Villa và trách nhiệm làm chủ hộ.

## Diễn viên

### Vai chính
- Jin Ki-joo vai Lee Bit Chae-woon
- Lee Jang-woo vai Woo Jae-hee

### Vai phụ

#### Gia đình nhà Lee
- Jeon In-hwa vai Lee Soon-jung
- Bona vai Lee Hae-don
- Ryeoun vai Lee Ra-hoon

#### Gia đình nhà Woo
- Jeong Bo-seok vai Woo Jung-hoo
- Jin Kyung vai Jung min-jae

#### Gia đình nhà Kim
- Hwang Shin-hye vai Kim Jung-won
- Han Bo-reum vai Jang Seo-ah

#### Những người thuê biệt thự Samkwang
- Kim Sun-young vai Lee Man-jung
- In Gyo-jin vai Kim Hwak-se
- Jeon Sung-woo vai Hwang Na-ro
- Kim Si-eun vai Cha Ba-reun

### Các nhân vật khác
- Eom Hyo-seop vai Park Pil-hong
- Lee Seung-hyung vai Jung Min-seok
- Lee Dong-toung vai Yoo-hyeon
- Shim Young-eun
- Park Jeong-eon
- Park Jeong-won
- Park Jung-min
- Park Soyoon
- Kang Eun-ah
- Jeon Eun-mi

### Các khách mời xuất hiện đặc biệt
- DIA
- Shin Seung-ho
- Im Ye-jin

## Tỷ lệ người xem
| Tập | Tập        | Số tập | Số tập | Số tập | Số tập | Số tập | Số tập | Số tập | Số tập | Số tập | Số tập | Số tập | Số tập | Số tập | Số tập | Số tập | Số tập | Số tập | Số tập | Số tập | Số tập |
| Tập | Tập        | 1      | 2      | 3      | 4      | 5      | 6      | 7      | 8      | 9      | 10     | 11     | 12     | 13     | 14     | 15     | 16     | 17     | 18     | 19     | 20     |
| --- | ---------- | ------ | ------ | ------ | ------ | ------ | ------ | ------ | ------ | ------ | ------ | ------ | ------ | ------ | ------ | ------ | ------ | ------ | ------ | ------ | ------ |
|     | Tập.1-20   | 3.286  | 3.935  | 3.899  | 4.305  | 3.317  | 3.844  | 4.026  | 4.504  | 3.301  | 3.984  | 4.026  | 4.635  | 3.797  | 4.413  | 4.239  | 4.756  | 3.599  | 4.339  | 4.212  | 4.841  |
|     | Tập.21-40  | 3.608  | 4.328  | 4.056  | 4.651  | 3.822  | 4.569  | 4.527  | 5.033  | TBD    | TBD    | TBD    | TBD    | TBD    | TBD    | TBD    | TBD    | TBD    | TBD    | TBD    | TBD    |
|     | Tập.41-60  | TBD    | TBD    | TBD    | TBD    | TBD    | TBD    | TBD    | TBD    | TBD    | TBD    | TBD    | TBD    | TBD    | TBD    | TBD    | TBD    | TBD    | TBD    | TBD    | TBD    |
|     | Tập.61-80  | TBD    | TBD    | TBD    | TBD    | TBD    | TBD    | TBD    | TBD    | TBD    | TBD    | TBD    | TBD    | TBD    | TBD    | TBD    | TBD    | TBD    | TBD    | TBD    | TBD    |
|     | Tập.81-100 | TBD    | TBD    | TBD    | TBD    | TBD    | TBD    | TBD    | TBD    | TBD    | TBD    | TBD    | TBD    | TBD    | TBD    | TBD    | TBD    | TBD    | TBD    | TBD    | TBD    |

| Tập.       | Ngày phát sóng            | Tỷ lệ người xem trung bình | Tỷ lệ người xem trung bình | Tỷ lệ người xem trung bình |
| Tập.       | Ngày phát sóng            | AGB Nielsen                | AGB Nielsen                | TNmS                       |
| Tập.       | Ngày phát sóng            | Toàn quốc                  | Seoul                      | Toàn quốc                  |
| ---------- | ------------------------- | -------------------------- | -------------------------- | -------------------------- |
| 1          | ngày 19 tháng 9 năm 2020  | 19.9% (2nd)                | 19.0% (2nd)                | 18.7%                      |
| 2          | ngày 19 tháng 9 năm 2020  | 23.3% (1st)                | 22.7% (1st)                | 21.7%                      |
| 3          | ngày 20 tháng 9 năm 2020  | 22.2% (2nd)                | 21.7% (2nd)                | 20.7%                      |
| 4          | ngày 20 tháng 9 năm 2020  | 24.6% (1st)                | 24.1% (1st)                | 22.7%                      |
| 5          | ngày 26 tháng 9 năm 2020  | 19.7% (2nd)                | 19.7% (2nd)                | 17.1%                      |
| 6          | ngày 26 tháng 9 năm 2020  | 23.0% (1st)                | 22.9% (1st)                | 20.2%                      |
| 7          | ngày 27 tháng 9 năm 2020  | 23.9% (2nd)                | 23.3% (2nd)                | 21.2%                      |
| 8          | ngày 27 tháng 9 năm 2020  | 26.4% (1st)                | 25.4% (1st)                | 23.5%                      |
| 9          | ngày 3 tháng 10 năm 2020  | 19.2% (2nd)                | 18.4% (3rd)                | 17.5%                      |
| 10         | ngày 3 tháng 10 năm 2020  | 22.8% (1st)                | 21.9% (1st)                | 20.4%                      |
| 11         | ngày 4 tháng 10 năm 2020  | 22.9% (2nd)                | 21.3% (2nd)                | 20.6%                      |
| 12         | ngày 4 tháng 10 năm 2020  | 26.5% (1st)                | 25.9% (1st)                | 23.6%                      |
| 13         | ngày 10 tháng 10 năm 2020 | 21.5% (2nd)                | 21.0% (2nd)                | 17.4%                      |
| 14         | ngày 10 tháng 10 năm 2020 | 25.2% (1st)                | 24.6% (1st)                | 20.4%                      |
| 15         | ngày 11 tháng 10 năm 2020 | 25.1% (2nd)                | 23.7% (2nd)                | 20.4%                      |
| 16         | ngày 11 tháng 10 năm 2020 | 28.5% (1st)                | 26.9% (1st)                | 23.5%                      |
| 17         | ngày 17 tháng 10 năm 2020 | 20.7% (2nd)                | 20.1% (2nd)                | 17.6%                      |
| 18         | ngày 17 tháng 10 năm 2020 | 25.2% (1st)                | 24.3% (1st)                | 20.4%                      |
| 19         | ngày 18 tháng 10 năm 2020 | 24.5% (2nd)                | 23.3% (2nd)                | 21.4%                      |
| 20         | ngày 18 tháng 10 năm 2020 | 27.6% (1st)                | 26.3% (1st)                | 23.9%                      |
| 21         | ngày 24 tháng 10 năm 2020 | 21.2% (2nd)                | 20.8% (2nd)                | %                          |
| 22         | ngày 24 tháng 10 năm 2020 | 25.1% (1st)                | 24.8% (1st)                | %                          |
| 23         | ngày 25 tháng 10 năm 2020 | 23.9% (2nd)                | 22.8% (2nd)                | %                          |
| 24         | ngày 25 tháng 10 năm 2020 | 27.4% (1st)                | 26.3% (1st)                | %                          |
| 25         | ngày 31 tháng 10 năm 2020 | 22.5% (2nd)                | 21.0% (2nd)                | %                          |
| 26         | ngày 31 tháng 10 năm 2020 | 26.7% (1st)                | 24.8% (1st)                | %                          |
| 27         | ngày 1 tháng 11 năm 2020  | 26.2% (2nd)                | 25.1% (2nd)                | %                          |
| 28         | ngày 1 tháng 11 năm 2020  | 28.9% (1st)                | 28.1% (1st)                | %                          |
| 29         | ngày 7 tháng 11 năm 2020  | %                          | %                          | %                          |
| 30         | ngày 7 tháng 11 năm 2020  | %                          | %                          | %                          |
| 31         | ngày 8 tháng 11 năm 2020  | %                          | %                          | %                          |
| 32         | ngày 8 tháng 11 năm 2020  | %                          | %                          | %                          |
| 33         | ngày 14 tháng 11 năm 2020 | %                          | %                          | %                          |
| 34         | ngày 14 tháng 11 năm 2020 | %                          | %                          | %                          |
| 35         | ngày 15 tháng 11 năm 2020 | %                          | %                          | %                          |
| 36         | ngày 15 tháng 11 năm 2020 | %                          | %                          | %                          |
| 37         | ngày 21 tháng 11 năm 2020 | %                          | %                          | %                          |
| 38         | ngày 21 tháng 11 năm 2020 | %                          | %                          | %                          |
| 39         | ngày 22 tháng 11 năm 2020 | %                          | %                          | %                          |
| 40         | ngày 22 tháng 11 năm 2020 | %                          | %                          | %                          |
| 41         | ngày 28 tháng 11 năm 2020 | %                          | %                          | %                          |
| 42         | ngày 28 tháng 11 năm 2020 | %                          | %                          | %                          |
| 43         | ngày 29 tháng 11 năm 2020 | %                          | %                          | %                          |
| 44         | ngày 29 tháng 11 năm 2020 | %                          | %                          | %                          |
| 45         | ngày 5 tháng 12 năm 2020  | %                          | %                          | %                          |
| 46         | ngày 5 tháng 12 năm 2020  | %                          | %                          | %                          |
| 47         | ngày 6 tháng 12 năm 2020  | %                          | %                          | %                          |
| 48         | ngày 6 tháng 12 năm 2020  | %                          | %                          | %                          |
| 49         | ngày 12 tháng 12 năm 2020 | %                          | %                          | %                          |
| 50         | ngày 12 tháng 12 năm 2020 | %                          | %                          | %                          |
| 51         | ngày 13 tháng 12 năm 2020 | %                          | %                          | %                          |
| 52         | ngày 13 tháng 12 năm 2020 | %                          | %                          | %                          |
| 53         | ngày 19 tháng 12 năm 2020 | %                          | %                          | %                          |
| 54         | ngày 19 tháng 12 năm 2020 | %                          | %                          | %                          |
| 55         | ngày 20 tháng 12 năm 2020 | %                          | %                          | %                          |
| 56         | ngày 20 tháng 12 năm 2020 | %                          | %                          | %                          |
| 57         | ngày 26 tháng 12 năm 2020 | %                          | %                          | %                          |
| 58         | ngày 26 tháng 12 năm 2020 | %                          | %                          | %                          |
| 59         | ngày 27 tháng 12 năm 2021 | %                          | %                          | %                          |
| 60         | ngày 27 tháng 12 năm 2021 | %                          | %                          | %                          |
| 61         | ngày 2 tháng 1 năm 2021   | %                          | %                          | %                          |
| 62         | ngày 2 tháng 1 năm 2021   | %                          | %                          | %                          |
| 63         | ngày 3 tháng 1 năm 2021   | %                          | %                          | %                          |
| 64         | ngày 3 tháng 1 năm 2021   | %                          | %                          | %                          |
| 65         | ngày 9 tháng 1 năm 2021   | %                          | %                          | %                          |
| 66         | ngày 9 tháng 1 năm 2021   | %                          | %                          | %                          |
| 67         | ngày 10 tháng 1 năm 2021  | %                          | %                          | %                          |
| 68         | ngày 10 tháng 1 năm 2021  | %                          | %                          | %                          |
| 69         | ngày 16 tháng 1 năm 2021  | %                          | %                          | %                          |
| 70         | ngày 16 tháng 1 năm 2021  | %                          | %                          | %                          |
| 71         | ngày 17 tháng 1 năm 2021  | %                          | %                          | %                          |
| 72         | ngày 17 tháng 1 năm 2021  | %                          | %                          | %                          |
| 73         | ngày 23 tháng 1 năm 2021  | %                          | %                          | %                          |
| 74         | ngày 23 tháng 1 năm 2021  | %                          | %                          | %                          |
| 75         | ngày 24 tháng 1 năm 2021  | %                          | %                          | %                          |
| 76         | ngày 24 tháng 1 năm 2021  | %                          | %                          | %                          |
| 77         | ngày 30 tháng 1 năm 2021  | %                          | %                          | %                          |
| 78         | ngày 30 tháng 1 năm 2021  | %                          | %                          | %                          |
| 79         | ngày 31 tháng 1 năm 2021  | %                          | %                          | %                          |
| 80         | ngày 31 tháng 1 năm 2021  | %                          | %                          | %                          |
| 81         | ngày 6 tháng 2 năm 2021   | %                          | %                          | %                          |
| 82         | ngày 6 tháng 2 năm 2021   | %                          | %                          | %                          |
| 83         | ngày 7 tháng 2 năm 2021   | %                          | %                          | %                          |
| 84         | ngày 7 tháng 2 năm 2021   | %                          | %                          | %                          |
| 85         | ngày 13 tháng 2 năm 2021  | %                          | %                          | %                          |
| 86         | ngày 13 tháng 2 năm 2021  | %                          | %                          | %                          |
| 87         | ngày 14 tháng 2 năm 2021  | %                          | %                          | %                          |
| 88         | ngày 14 tháng 2 năm 2021  | %                          | %                          | %                          |
| 89         | ngày 20 tháng 2 năm 2021  | %                          | %                          | %                          |
| 90         | ngày 20 tháng 2 năm 2021  | %                          | %                          | %                          |
| 91         | ngày 21 tháng 2 năm 2021  | %                          | %                          | %                          |
| 92         | ngày 21 tháng 2 năm 2021  | %                          | %                          | %                          |
| 93         | ngày 27 tháng 2 năm 2021  | %                          | %                          | %                          |
| 94         | ngày 27 tháng 2 năm 2021  | %                          | %                          | %                          |
| 95         | ngày 28 tháng 2 năm 2021  | %                          | %                          | %                          |
| 96         | ngày 28 tháng 2 năm 2021  | %                          | %                          | %                          |
| 97         | ngày 6 tháng 3 năm 2021   | %                          | %                          | %                          |
| 98         | ngày 6 tháng 3 năm 2021   | %                          | %                          | %                          |
| 99         | ngày 7 tháng 3 năm 2021   | %                          | %                          | %                          |
| 100        | ngày 7 tháng 3 năm 2021   | %                          | %                          | %                          |
| Trung bình | Trung bình                | %                          | %                          | %                          |